# Jonathan Barboza
Jonathan Daniel Barboza Bonilla, noto semplicemente come Jonathan Barboza (Montevideo, 2 novembre 1990), è un calciatore uruguaiano, centrocampista dei Rampla Juniors.

## Caratteristiche tecniche
È un mediano.

## Carriera
Cresciuto nel settore giovanile del Liverpool (M), ha esordito in prima squadra il 13 agosto 2011 disputando l'incontro di Primera División Profesional pareggiato 1-1 contro il Racing Montevideo.